# Le Ressac de l'espace
Le Ressac de l'espace est un roman de science-fiction de Philippe Curval, publié pour la première fois en 1962. La dernière édition, en 2022 aux éditions de La Volte, est une révision par l'auteur.

## Résumé
Les Txalqs sont des organismes extraterrestres dotés d'une intelligence exceptionnelle et de capacités télépathiques. En raison de leur fragilité physique – ils se présentent sous la forme de sphères molles avec de petits tentacules – ils sont obligés d'utiliser des hôtes pour réaliser leur vision d'une société harmonieuse. Cependant, leurs hôtes finissent par se détériorer, obligeant Linxen, le dernier Txalq issu de la cellule mère (et seul capable de quitter la communauté télépathique) à chercher un nouveau monde. C'est à ce moment-là qu'un vaisseau spatial terrien, le Sirius, en route vers la ceinture d'astéroïdes, croise par hasard leur vaisseau en perdition dans l'espace. L'équipage terrien ramène l'extraterrestre, qu'ils croient mort, sur Terre, déclenchant ainsi involontairement l'invasion Txalq. Cependant, cette invasion est unique en son genre, dépourvue de violence, et la grande majorité de l'Humanité apprécie le calme et l'harmonie apportés par la possession télépathique. Néanmoins, quelques esprits résistants se réfugient sur les bases de Vénus et se préparent à une contre-attaque.
Quelque temps plus tard, les réfugiés reviennent en force sur Terre afin de délivrer les humains prisonniers du joug des Txalqs. Ils découvrent une planète où les humains ne sont nullement esclaves mais vivent en parfaite symbiose avec les Txalqs, puis que ces derniers ne sont pas immunisés contre les élans humains.

## Prix littéraires
- Le roman Le Ressac de l'espace a remporté le prix Jules-Verne en 1962.